# Mikael Ljungberg
Mikael Ljungberg (n. 13 iunie 1970, Göteborg, Suedia – d. 17 noiembrie 2004, Mölndal, Comitatul Västra Götaland, Suedia) a fost un luptător ce a reprezentat Suedia, medaliat olimpic. A participat la 3 ediții ale Jocurilor Olimpice (1992, 1996, 2000) în care a câștigat o medalie de aur și o medalie de bronz.